# Famiano Strada

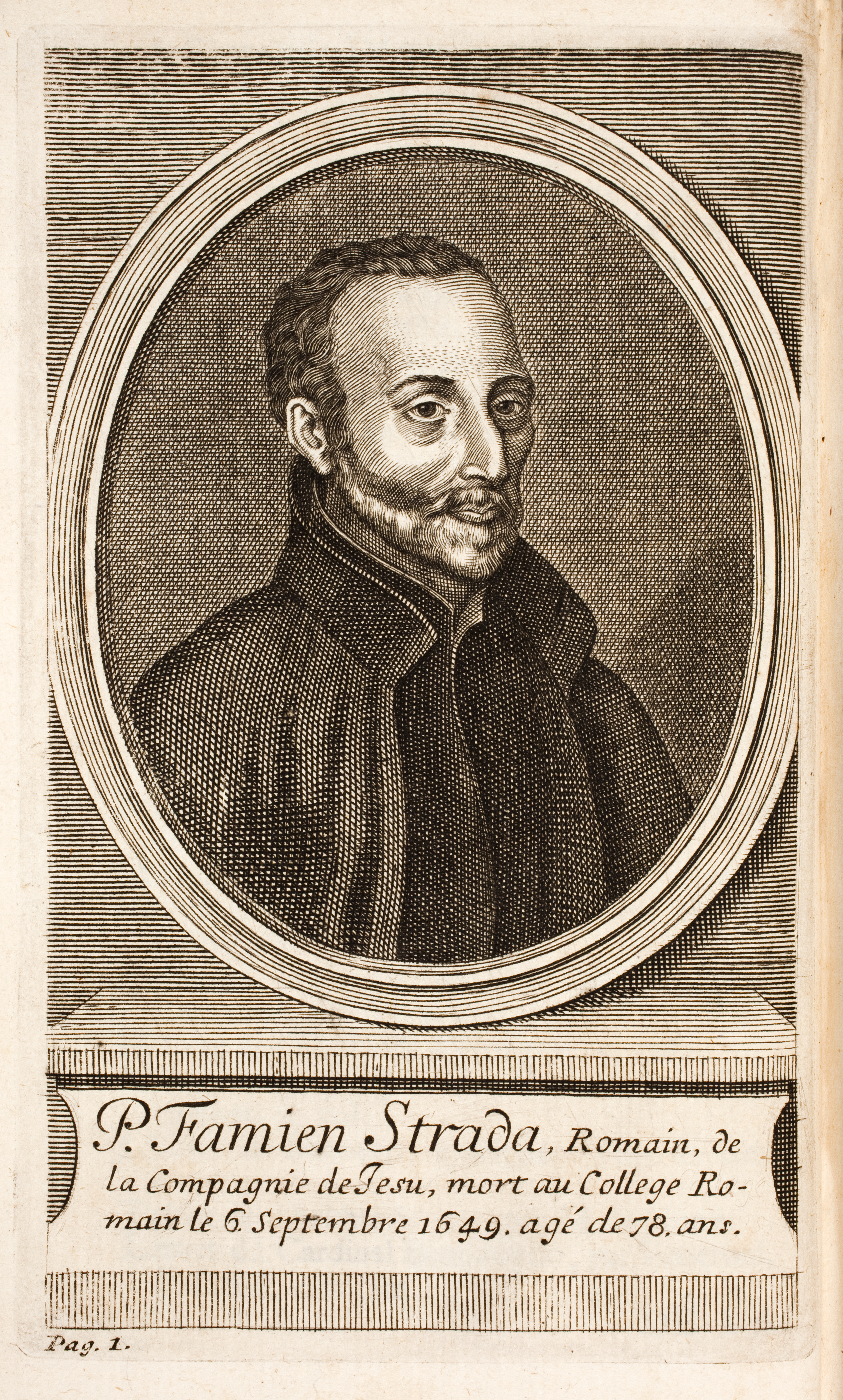
Famiano Strada (Histoire de la guerre des Païs-Bas, Brüssel 1727).

Famiano Strada S. J. (* 1572 in Rom; † 6. September 1649 ebenda) war ein italienischer Jesuit, Historiker, Latinist und Schriftsteller der Barockzeit. Seit 1594 lehrte Famiano Strada Rhetorik am Collegio Romano in Rom. So zählte er sich selbst zu den Mitgliedern der Akademie des Kardinal Deti und zur Accademia degli Umoristi und stand auch mit der Accademia dei Fioriti in Verbindung.

## Werke
- De bello belgico, Rom. 1632–1647, 2 Bde., Fol. (in mehrere Sprachen übersetzt);
- Prolusiones et paradigmata eloquentiae, Rom 1617;
- Eloquentia bipartita, Gouda 1654.